# Fusilamiento de los ocho estudiantes de medicina
El fusilamiento de los ocho estudiantes de medicina ocurrió el 27 de noviembre de 1871 en La Habana, Cuba.

## Historia
Cuba era una colonia de España desde el siglo XVI. Desde el 10 de octubre de 1868 había en Cuba una guerra de independencia (Guerra de los Diez Años) contra el imperio español. Vicente Cobas, celador (guardia) del Cementerio de Espada de La Habana, acusó a estudiantes de medicina de haber rayado el cristal de la tumba del periodista español Gonzalo Castañón (1834-1870), sacar sus restos del ataúd, y votado sus coronas de flores el 24 de noviembre de 1871. El capellán del cementerio, Mariano Rodríguez, afirmó que las rayas eran antiguas, y estaban presentes desde antes del 2 de noviembre (Día de los Fieles Difuntos) y no habían sido hechas por los estudiantes. Sin embargo, los estudiantes fueron apresados y enjuiciados en 2 Consejos de Guerra. El gobernador político de Cuba, Dionisio López Roberts, se presentó el 25 de noviembre en el cementerio para investigar la acusación de Cobas. Ese día el gobernador fue a la Universidad de La Habana, y arrestó a 45 de los 46 estudiantes del primer curso de Anatomía Descriptiva (Medicina), en su aula universitaria. En el primer juicio del 26 de noviembre 45 estudiantes fueron acusados de profanar la tumba de Gonzalo Castañón, y el defensor de oficio de los estudiantes fue el capitán español Federico Capdevila Miñano (1845-1898), que defendió la inocencia de aquellos. Algunos estudiantes fueron absueltos y otros recibieron condenas menores. El Cuerpo de Voluntarios de la Isla de Cuba (milicia), al que pertenecía Castañón, protestó por las condenas frente al edificio del juzgado, y el juicio fue anulado. Se hizo un segundo juicio donde 8 estudiantes fueron condenados a muerte y fusilados el 27 de noviembre de 1871 en la explanada de La Punta, en La Habana, 11 fueron condenados a 6 años de cárcel, 20 a 4 años, 4 a 6 meses de prisión, y 2 fueron absueltos. Las condenas incluían trabajos forzados. Los juicios fueron criticados por arbitrarios y por falta de pruebas. Las edades de los estudiantes fusilados estaban entre los 16 y 21 años.
El 9 de mayo de 1872, el rey español Amadeo I firmó el indulto de los estudiantes presos, debido a la presión internacional y nacional, la condena generalizada del fusilamiento de los 8 estudiantes, y las gestiones de familiares y amigos de los estudiantes. 
Entre los detenidos en este proceso estuvo Fermín Valdés Domínguez, amigo y compañero de lucha de José Martí, quien fue condenado a 6 años de prisión y publicó el relato de referencia sobre aquellos hechos.
El 14 de enero de 1887 el hijo de Gonzalo Castañón, Fernando, procedió a extraer los restos de su padre en el Cementerio de Espada para llevarlos a España en un barco, y ser sepultados en Asturias, donde están hoy, declaró ante testigos que la tumba de su padre no estaba profanada, y firmó un documento que decía eso, lo cual fue publicado en la prensa cubana.

## Memoria
El 27 de noviembre se conmemora en Cuba como un día de Duelo Nacional. 
En 2018 los hechos sucedidos en 1871 constituyeron la base de la película "Inocencia", dirigida por el director cubano Alejandro Gil y producido por el Instituto Cubano del Arte e Industria Cinematográficos (ICAIC), con el apoyo de la Oficina del Historiador de la Ciudad de La Habana.